# One Hot Minute
One Hot Minute é o sexto álbum de estúdio da banda de rock alternativo estadunidense Red Hot Chili Peppers, lançado em 12 de setembro de 1995, pela gravadora Warner Records. Foi produzido por Rick Rubin, que desde Blood Sugar Sex Magik (1991), iria produzir maior parte dos álbuns da banda.
Com o sucesso mundial do álbum Blood Sugar Sex Magik (1991), o guitarrista John Frusciante se sentiu sobrecarregado com a status repentino do grupo, o que levou à primeira vez que Frusciante abandonaria a banda, durante a turnê mundial de 1992.
Este é o único álbum que contou com a participação de Dave Navarro, ex-guitarrista do Jane's Addiction. Sua presença alterou consideravelmente o som do Red Hot Chili Peppers, dando destaque aos riffs de guitarra e diminuindo o destaque da bateria de Chad Smith. One Hot Minute possui menor quantidade de temas sexuais quando comparado às gravações anteriores, e explora assuntos como uso de drogas, depressão, angústia e luto. O vocalista Anthony Kiedis havia retomado seu vício em cocaína e heroína em 1994, após permanecer sóbrio por mais de cinco anos, abordou em suas letras vários temas reflexivos sobre as drogas e psicose.
One Hot Minute foi um fracasso comercial, embora tenha produzido três singles e alcançado o quarto lugar na parada da Billboard. Ele vendeu menos da metade que Blood Sugar Sex Magik e recebeu bem menos atenção da crítica. Dave Navarro, que admitiu que não gostava de funk rock, acabou demitido da banda devido a diferenças criativas em 1997.

## Antecedentes
O Red Hot Chili Peppers tinha lançado Blood Sugar Sex Magik, em 1991. O álbum foi um sucesso instantâneo, vendendo mais de 7 milhões de cópias nos Estados Unidos, e transformou a banda em uma sensação internacional. O guitarrista John Frusciante estava tendo dificuldade em lidar com a fama do album. Frusciante, muitas vezes discutiu com seus companheiros de banda. Ele tambem começou a usar heroína frequentemente ao longo do tempo. Assim, Frusciante deixou a banda em 1992, durante uma turnê mundial no Japão.
Atordoado, os demais membros da banda, que não tinham substituto adequado para Frusciante, contrataram Arik Marshall para tocar o resto da turnê, mas ele ficou pouco tempo na banda. Ao voltar para Hollywood, a banda colocou um anúncio no LA Weekly, para abrir audições para um novo guitarrista, que Kiedis considerava um desperdício de tempo. Depois de vários meses, sem sucesso à procura de um guitarrista adequado, o baterista Chad Smith sugeriu Dave Navarro. Navarro acabou por aceitar a proposta da banda e aceitou ser o novo guitarrista, assim deixando a sua antiga banda Jane's Addiction em 1993.

## Escrita, gravação e produção
Kiedis sabia que o som da banda iria mudar quando Navarro se juntasse a banda. Em junho de 1994, a banda entrou no The Sound Factory, estúdio de gravação em Los Angeles, para gravar o que viria a ser o próximo álbum. A banda completou algumas faixas, quando Kiedis começou a ter dificuldade para cantar, devido a sua recaída no uso de drogas, mesmo tendo passado 5 anos sem usá-las e tendo jurado não se drogar nunca mais. A banda fez um curto hiato de gravação para se apresentar no Woodstock '94, que foi o primeiro show de Navarro no Red Hot Chili Peppers.
Considerando que Kiedis havia retomado o uso pesado de drogas e Frusciante não estava mais presente para colaboração, as músicas foram escritas em um ritmo muito mais lento.  Trabalhar com Frusciante era algo que Kiedis tinha como garantido: "John Frusciante tinha sido uma verdadeira anomalia quando se tratava de composição musical. Ele tornou ainda mais fácil do que Hillel Slovak criar música, apesar de eu conhecer Hillel por anos eu só percebi que era como todos os guitarristas eram, que você mostrava suas letras e cantava um pouco e a próxima coisa que você sabia que você tinha uma música. Isso não aconteceu logo de cara com Dave. " O baterista Chad Smith sugeriu que era o bloqueio do escritor estava impedindo Kiedis de aparecer com as letras, mas Kiedis negou veementemente isso. Com o processo de escrita demorando muito e Kiedis retornando ao hábito de consumir drogas, Flea pela primeira vez em qualquer um dos álbuns da banda, além de contribuir com música como sempre, assumiu e escreveu algumas das letras da música, incluindo "Transcending", homenagem a River Phoenix, juntamente com a introdução e finalização de "Deep Kick", uma canção que contou a história de sua juventude e Kiedis. Além disso, Flea contribuiu com os vocais para "Pea" (sua primeira vez fazendo isso em qualquer álbum).
Estilisticamente, One Hot Minute divergiu dos álbuns anteriores dos Chili Peppers — especialmente Blood Sugar Sex Magik. O álbum foi caracterizado pelo uso proeminente de riffs de heavy metal e toques de rock psicodélico. Navarro, ao contrário de Flea e Kiedis, não foi influenciado pela música funk. Ele disse ao Guitar World em 1996: "Realmente não fala diretamente com minhas influências. Mas, novamente, quando eu estou tocando com outros três caras que eu amo e sinto uma camaradagem, é divertido tocar no funk." O estilo próprio de Navarro foi influenciado principalmente por guitarristas clássicos do rock, como Eric Clapton, Jimi Hendrix, Jimmy Page e Carlos Santana, assim como os guitarristas góticos Robert Smith e Daniel Ash. Continuando uma tendência que começou com Blood Sugar Sex Magik, Kiedis divergiu ainda mais longe de suas batidas marcantes, só fazendo isso em algumas faixas. One Hot Minute levou quase dois anos para ser escrito, e sua gravação e produção não foi um processo tranquilo. Navarro sentiu como se fosse um estranho para os outros membros. Sua escrita em Jane's Addiction era independente de outros colaboradores, enquanto o Red Hot Chili Peppers era um grupo muito mais colaborativo. O próprio Navarro notou que a dinâmica da banda era mais equilibrada do que a de Jane's Addiction, que era frequentemente dominada pelo frontman Perry Farrell.
No geral, One Hot Minute liricamente confrontou os sentimentos sombrios, melancólicos e arrependidos que Kiedis guardava para si mesmo. Muitas das canções foram escritas no momento em que ele estava escondendo seu vício continuado. "Warped" enfrentou diretamente o humor perturbado de Kiedis como um grito histérico por ajuda: "Minha tendência por dependência está me ofendendo / Isso está me prejudicando / eu estou fingindo ser forte e livre de minha dependência / Está me entortando". Ele também se sentiu desapontado que "ninguém suspeitava que eu tivesse escorregado de meus mais de cinco anos de sobriedade". A faixa em si era composta de pesados riffs de guitarra e vocais ecoantes que tentavam transmitir um estado de distração. "Aeroplane", o terceiro single do álbum, foi mais otimista do que muitas das canções do álbum, mas ainda continha várias referências aos problemas pessoais de Kiedis:" Olhando nos meus próprios olhos / não consigo encontrar o amor que eu quero / Alguém me dá um tapa antes que eu comece a enferrujar / antes de começar a me decompor.

## Promoção e lançamento
Enquanto reunia os componentes finais do álbum, a banda gravou um vídeo para "Warped". Eles pediram ao cunhado de Flea, Gavin Bowden, para dirigi-lo. O vídeo envolveu Kiedis e Navarro se beijando até o fim como uma maneira de quebrar a monotonia da gravação de vídeo pesada. Não pensando em nada, continuaram a filmar e terminaram vários dias depois. Warner Bros., no entanto, viu o vídeo e instantaneamente queria que ele fosse descartado, considerando-o irrelevante e que o beijo alienaria uma grande parte da base de fãs da banda. A banda chegou a um consenso para deixar o beijo permanecer no corte final, provocando uma reação da plateia, que se ofendeu com a ação. Kiedis disse sobre a situação: "Se eles não pudessem aceitar o que estávamos fazendo, não precisaríamos mais deles".
One Hot Minute foi lançado em 12 de setembro de 1995. Ele recebeu o certificado Gold mais de dois meses depois, em 11 de novembro; desde então, passou a dupla platina nos Estados Unidos. O álbum chegou ao número quatro no Top 200 da Billboard. "My Friends" alcançou o primeiro lugar nas paradas Modern Rock e Mainstream Rock. A música também chegou ao número 29 na UK Singles Chart, e "Aeroplane" no número 11. Vários dias após o lançamento do álbum, Kiedis continuou a usar drogas, apesar das inúmeras entrevistas que ele estava programado para participar.

## Recepção
| Críticas profissionais | Críticas profissionais |
| Avaliações da crítica  | Avaliações da crítica  |
| Fonte                  | Avaliação              |
| ---------------------- | ---------------------- |
| Allmusic               | [ 9 ]                  |
| Entertainment Weekly   | (B+)                   |
| Rolling Stone          | [ 11 ]                 |

One Hot Minute não foi tão universalmente bem recebido como Blood Sugar Sex Magik, e foi considerado um fraco acompanhamento. No entanto, recebeu misturado a críticas positivas dos críticos. Daina Darzin, da Rolling Stone, disse que "One Hot Minute mergulha no fundo emocional da dependência e da perda de drogas", e que o álbum "é um disco ferozmente eclético e imaginativo que também apresenta os membros da banda como mais pensativos, espirituais e até adultos. Depois de uma carreira de mais de 10 anos, eles estão finalmente percebendo seu potencial." David Browne, da Entertainment Weekly, critica a banda. Browney disse que "One Hot Minute se resume em tentativas de filosofia cósmica que muitas vezes tropeça em sentimentos hippie-dippie", e algumas músicas 'voltar a cair na fraternidade-funk flop.' Q também incluiu One Hot Minute em seu round-up 'melhor do ano': "Uma mistura protuberante, bolhas de baladas distorcidas e exercícios fisicamente intimidantes que cobram como um touro em uma promessa."
Stephen Thomas Erlewine, da AllMusic, disse que "seguir a fama de Blood Sugar Sex Magik provou ser uma tarefa difícil para os Red Hot Chili Peppers" e "a destruidora guitarra metálica de Navarro deveria ter acrescentado um pouco de peso ao funk pesado e punk-flexionadas aos Chili Peppers, mas tende a torná-lo pesado". Erlewine acrescentou que "ao enfatizar o metal, o funk é gradualmente eliminado da mistura, assim como a melodia".  Robert Christgau diz que o álbum foi produzido durante um péssimo e sombrio momento da banda, como visto em algumas músicas. Finalizou, dizendo que o álbum é "fraco e sem foco".
"My Friends" foi considerado por Erlewine como uma tentativa flagrante de manter o público mainstream ganho por "Under the Bridge", e que, em contraste, "as melodias são fracas e as letras são ainda mais fracas". A música também "tenta ser um abraço coletivo para todos os amigos problemáticos de Kiedis". Já a Rolling Stone, por outro lado, disse que a música era "adorável", e incorporou um "refrão vagamente folky, e ostenta o mesmo desejo triste de 'Under the Bridge' e 'Breaking the Girl'". Também passou a elogiar "Warped", alegando que "mistura letras angustiantes com uma introdução multi-tonificada, em camadas e um dervixe rodopiante de ruídos e ritmos de rock gigantesco surfando através de grandes e engraçados ganchos.'' Entertainment Weekly disse que "algumas dessas músicas duram um pouco demais e poderiam ter se beneficiado de uma aparição", apesar de terem creditado Kiedis por soar "quase espiritual" em "Falling into Grace".

## Faixas
Todas as músicas escritas e compostas por Red Hot Chili Peppers (Anthony Kiedis, Flea, Dave Navarro e Chad Smith).
| N.º | Título                | Duração |  |
| 1.  | "Warped"              | 5:04    |  |
| 2.  | "Aeroplane"           | 4:45    |  |
| 3.  | "Deep Kick"           | 6:33    |  |
| 4.  | "My Friends"          | 4:02    |  |
| 5.  | "Coffee Shop"         | 3:08    |  |
| 6.  | "Pea"                 | 2:06    |  |
| 7.  | "One Big Mob"         | 6:02    |  |
| 8.  | "Walkabout"           | 5:07    |  |
| 9.  | "Tearjerker"          | 4:19    |  |
| 10. | "One Hot Minute"      | 6:23    |  |
| 11. | "Falling Into Grace"  | 3:48    |  |
| 12. | "Shallow Be Thy Game" | 4:33    |  |
| 13. | "Transcending"        | 5:46    |  |

### B-sides
| Música                 | Duração | Lançamento                                                                      |
| ---------------------- | ------- | ------------------------------------------------------------------------------- |
| "Melancholy Mechanics" | 4:30    | - B-side de "Warped" - Faixa bônus na edição japonesa - Trilha do filme Twister |
| "Let's Make Evil"      | 5:17    | - B-side de "My Friends" - Faixa bônus do iTunes                                |
| "Stretch You Out"      | 6:01    | - B-side de "My Friends" - Faixa bônus do iTunes                                |
| "Bob"                  | 5:43    | - B-side de "Aeroplane" - Faixa bônus do iTunes                                 |

### Bónus
Essas faixas são bónus do Re-lançamento de One Hot Minute que foi Re-lançado em março de 2006 (Não confundir com re-edição remasterizada) via iTunes Store.
1. "Melancholy Mechanics" - 3:21 (Retirado do lado B do Single "Warped",Faixa Bonus na edição Japonesa de One Hot Minute e faixa da trilha sonora do filme Twister)
2. "Let's Make Evil" - 5:17 (Retirado do lado B do Single "My Friends")
3. "Stretch You Out" - 6:01 (Retirado do lado B do Single "My Friends")
4. "Bob" - 5:43

### Singles
| Ano                        | Single         | Parada                     | Posição |
| -------------------------- | -------------- | -------------------------- | ------- |
| 1995                       | "My Friends"   | Hot Mainstream Rock Tracks | 2       |
| Alternative Songs          | 15             |                            |         |
| Alternative Songs          | "Warped"       | 7                          |         |
| Hot Mainstream Rock Tracks | "Warped"       | 13                         |         |
| 1996                       | "Aeroplane"    | Modern Rock Tracks         | 8       |
| 1996                       | "Aeroplane"    | Hot Mainstream Rock Tracks | 12      |
| 1996                       | "Aeroplane"    | Mainstream Top 40          | 30      |
| 1996                       | " Coffee Shop" | Hot Mainstream Rock Tracks | 1       |

## Formação
- Anthony Kiedis - vocal
- Flea - baixo, vocal de apoio e vocal em "Pea"
- Dave Navarro - guitarra e vocal de apoio
- Chad Smith - bateria e percussão

### Outros músicos
- Lenny Castro - percussão em Walkabout, My Friends, One Hot Minute, Deep Kick e Tearjerker
- John Lurie - harmônica em One Hot Minute
- Tree - violino em Tearjerker
- Stephen Perkins - percussão em One Big Mob
- Kristen Vigard - vocal de apoio em Falling Into Grace
- Aimee Echo - vocal de apoio em One Hot Minute e One Big Mob

### Crianças que cantaram emAeroplane
- Clara Balzary - filha de Flea
- Bailey Reise
- Askia Ndegéocello
- Nadia Wehbe
- Sarabeth Kelly
- Matthew Kelly
- Phillip Greenspan
- Perry Greenspan
- Veronica Twigg
- Remy Greeno
- Jaclyn Dimaggio
- Heyley Oakes
- Nikolai Giefer
- Taiana Giefer
- Nine Rothburg
- Sheera Ehrig
- Jade Chacon
- Kayllon Divino

### Produtor
- Rick Rubin

### Engenheiros
- D. Sardy
- David Schiffman (assistente)

### Mixagem
- D. Sardy

### Masterização
- Stephen Marcussen

### Digitalização e edição
- Don C. Tyler

### Arte da capa
- Mark Ryden (arte)
- Sweetbryar Ludwig (caligrafia)
- Anthony Kiedis
- Flea
- Dirk Walter